# Pachycephala albiventris
El silbador dorsiverde (Pachycephala albiventris) es una especie de ave paseriforme en la familia Pachycephalidae endémico de las islas Filipinas donde habita bosques tropicales tanto montanos como de llanura.

## Taxonomía
Existe debate entre los naturalistas sobre si esta especie es monotípica o tiene tres subespecies:
- P. a. albiventris (Ogilvie-Grant, 1894) - norte de Luzón
- P. a. crissalis (Zimmer, JT, 1918) - centro y sur de Luzón
- P. a. mindorensis (Bourns & Worcester, 1894) - Mindoro

Forma una superfamilia junto con el Silbador de manglar, el Silbador culiblanco y el Silbador moluqueño y, a veces, es considerado como conespecífico con los dos primeros.

## Descripción
Mide unos 16 cm de longitud y pesa 21 g de peso. Es un ave de colores pálidos donde predomina el verde oliva parduzco que le cubre cabeza, alas, espalda y cola. La cara, la garganta y el pecho son de color grisáceo o blanco sucio presentando sobre la garganta tenues rayas grises. El vientre es de color blanco y las coberteras de las alas son de color amarillo. Los ojos son marrones y el pico es negro. No existe dimorfismo sexual y los ejemplares inmaduros son más pardos que verde oliva.

## Distribución y hábitat
Es endémica del norte de Filipinas, concretamente de las islas de Luzón y Mindoro.
Su hábitat natural lo componen bosques húmedos tropicales tanto montanos (hasta 2000 m s. n. m.) como de llanura.

## Comportamiento
Se desconoce gran parte del comportamiento de este ave. Es una especie insectívora que se alimenta tanto en la copa de los árboles como en el sotobosque. Con frecuencia los grupos de silbadores dorsiverdes suelen unirse a otras bandadas de aves de otras especies. Se sabe que la época de apareamiento varía según la zona de distribución pero no existen registros sobre el nido, la incubación o el tamaño de las nidadas.

## Conservación
Esta especie está catalogada como de preocupación menor por la UICN debido a que se la considera localmente abundante en las regiones donde habita. Sin embargo, esta clasificación deberá ser revisada puesto que Filipinas sufre una importante deforestación que indudablemente supone un riesgo para la supervivencia del silbador dorsiverde.